# Formación La Quinta
La formación la quinta es un yacimiento fósil del periodo jurásico inferior hace aproximadamente 224 y 196 millones de años en el pasado. Este yacimiento preserva una de las mayores diversidades fósiles más grandes de Sudamérica, se destaca de las demás formaciones geológicas por tener fósiles enterrados a más de un metro debajo del suelo.

## Distribución
La formación la quinta se distribuye por los estados Zulia, Falcón, Mérida, Táchira, Trujillo y Lara en Venezuela, con una zona de alrededor de 115 km de extensión.

## Geología
Los suelos y paredes rocosas de la formación la gruta pertenecen al periodo jurásico los cuales están compuestos por calizas, lajas, areniscas, granitos y jáspe, posee formaciones rocosas escarpadas por la erosión del viento, el sol y la lluvia y rocas sedimentadas por el sol. Sus rocas poseen señales de que hubo gran actividad volcánica por la mayor parte de la zona.

## Paleoambiente
En el periodo triásico y jurásico hubo un clima caluroso como en la actualidad, esto se supo cuando se consiguieron rocas erosionadas por el sol continuo, tenía una vegetación abundante con una gran diversidad de animales.En la actualidad, es un ambiente muy árido con menos vegetación que antes, con una temperatura de 27 °C (de día) y hasta 18 °C (de noche).